# 이창 (전한)
이창(利蒼, ? ~ 기원전 186년)은 전한 초기의 관료로, 개국공신으로써 대후(軑侯)에 봉해졌다.

## 생애
혜제 6년(기원전 189년), 장사나라의 승상으로써 대후에 봉해졌다.
고후 2년(기원전 186년)에 죽으니, 마왕퇴에 묻혔다. 작위는 아들 이희가 이었다.

## 출전
- 사마천, 《사기》 권19 혜경간후자연표(惠帝間侯者年表)
- 반고, 《한서》 권16 고혜고후문공신표(高惠高后文功臣表)

## 같이 보기
- 마왕퇴